# 5041 Theotes
Az 5041 Theotes (ideiglenes jelöléssel 1973 SW1) egy kisbolygó a Naprendszerben. Cornelis Johannes van Houten,  Ingrid van Houten-Groeneveld,  Tom Gehrels fedezte fel 1973. szeptember 19-én.